# Francesco Ferdinando Alfieri
Francesco Ferdinando Alfieri fue un maestro de esgrima del siglo XVII, representante de la escuela veneciana de esgrima. Alfieri se originó en Padua en ese momento se consideraba el territorio de la República de Venecia.
La mayoría de maestros de esgrima venecianos e italianos en sus tratados se refieren a los conocidos en los círculos de los maestros de esgrima Francesco Alfieri, como inigualables maestros de esgrima, en muchas otras fuentes, tratados y otros documentos fuera de Italia y Venecia, también hay varias referencias. Esto es lo que Blasco Florio describe sobre él en su tratado La ciencia de la esgrima expuesta por Blasco Florio (La scienza della scherma esposta da Blasco Florio):

«Conocemos a Alfieri, como un gran científico, por lo que permanecerá en nuestra memoria»
Blasco Florio

Los tratados escritos por Francesco Alfieri:
- La Bandiera («La Bandera»), publicado en 1638[4]
- La Scherma («La Esgrima»), publicado en 1640 y reeditado en 1645; Acerca de esgrima con estoque[5]
- La Picca («La Pica»), publicado en 1641, la adición del primer tratado[6]
- L'arte di ben maneggiare la spada («El arte del buen manejo de la espada») fue publicado en 1653 y reeditado en 1683. Incluye la totalidad de su tratado sobre la esgrima con estoque y añade una sección sobre el espadón.

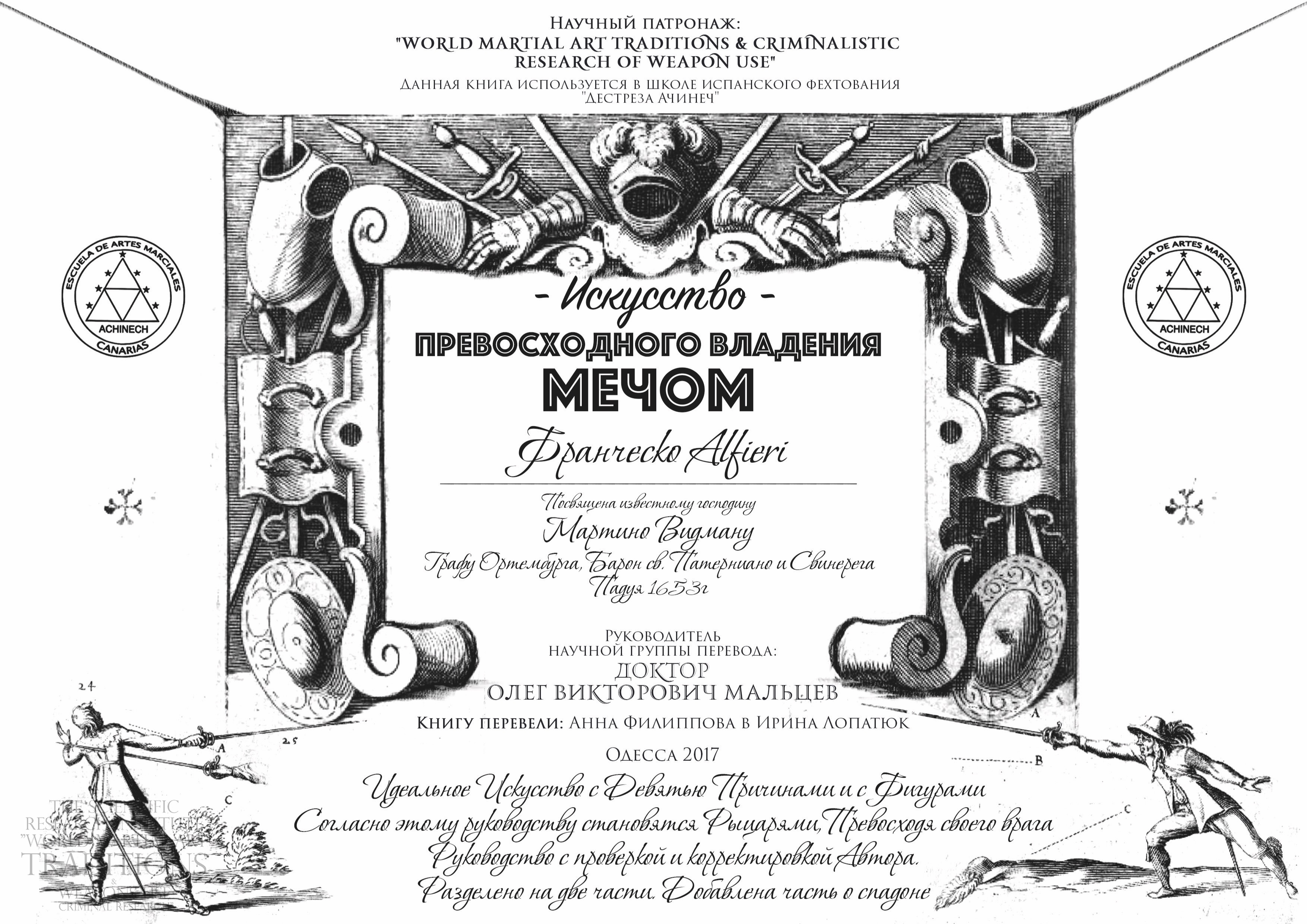
Tratado "El arte del buen manejo de la espada", edición rusa., Francesco Alfieri